# Ashton Gifford House

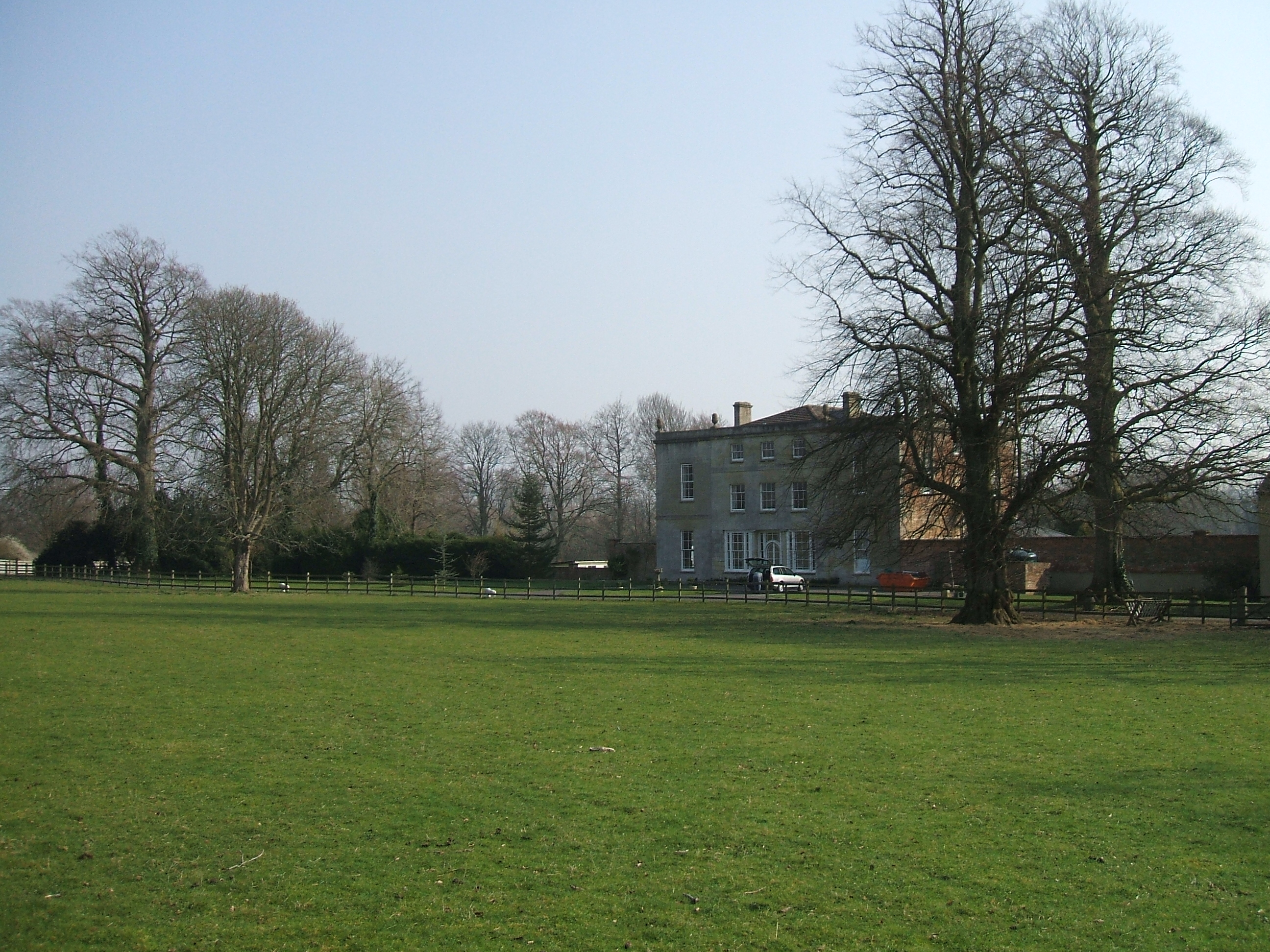
Fachada norte de Ashton Gifford House vista a partir do canto noroeste da propriedade.

Ashton Gifford House é um palácio rural inglês localizado no hamlet de Ashton Gifford, Codford, no Condado de Wiltshire. É um listed building classificado com o Grau II. O palácio foi construído durante o início do século XIX, seguindo os preceitos da arquitectura Georgiana tradicional. A propriedade acabou por substituir o hamlet, ou tything, de Ashton Gifford. O edifício situa-se no Vale do Wylye, uma "Área de Destacada Beleza Natural".
A versão de 1773 do mapa do Wiltshire por Andrews e Durys refere-se ao hamlet de Ashton Gifford como "Isherton". O mapa mostra à volta de onze casas formando o hamlet, ou tything, de Ashton Gifford.

## Ashton Gifford noDomesday Book
Ashton Gifford está incluido no Domesday Book (1086), listado como pertencente a Humphrey de l'Isle. A terra era detida por Robert, tendo-o sido anteriormente, durante o reinado do Eduardo, o Confessor, por Cynewig. Ashton Gifford era uma propriedade relativamente próspera, avaliada em seis libras (valia quatro em 1066). A propriedade consistia em 49 000 m² (12 acres) de prados e pastagens, com "6 estádios de comprimento e muito larga".
O local do assentamento anglo-saxão pode ser visto no campo para sul da actual Ashton Gifford House, onde diferentes retalhos de cor na terra indicam a presença de casas anglo-saxãs.

## O cercamento de Ashton Gifford
Um Acto de Cercamento (Enclosure) foi passado para o "Tything de Ashton Gifford, na Paróquia de Codford Saint Peter",  no dia 27 de Maio de 1814. Esta permissão para cercar as terras no hamlet, nomeando o escudeiro William Hubbard, o escudeiro William Hinton e a solteirona Sarah Bingham como os proprietários sob o Senhor do Solar de Codford St Peter (escudeiro Harry Biggs). Três "cavalheiros" foram nomeados comissários para o cercamento: John Hayward, de Rowde, John Rogers, de Burcombe, e Ambrose Patient, de Corton. Os comissários foram instruídos para se reunirem numa "certa casa chamada George Inn, em Codford Saint Peter acima mencionado". A George Inn ainda existe, como o George Hotel, na Codford High Street, apesar de ter sido reconstruída no final do século XIX.

## A construção de Ashton Gifford House
A casa principal parece ter sido construída em duas fases. A parte central (de três andares) tem paredes grossas que devem ter servido como paredes exteriores, as quais fazem, agora, a ligação entre a porção central e as alas este e oeste do edifício. Supõe-se que esta parte do edifício foi construída por volta de 1806 por Benjamin Rebbeck, o qual tinha comprado a propriedade (incluindo cerca de 380 000 m² - 93 acres - de terras), retirada da herdade do Conde de Shrewsbury. Rebbeck perdeu a casa para o titular da hipoteca, em 1815, como resultado da sua espiral de dívidas (que o levou ao aprisionamento em 1818). As duas alas de silhar foram acrescentadas pelo detentor da hipoteca, William Hubbard (mencionado no cercamento de Ashton Gifford). William Hubbard parece ter residido no edifício, no máximo, até Maio de 1817. Hubbard também aumentou o tamanho da propriedade, para cerca de 1,24 km² (307 acres).
O jardim murado, que parece ter sido construído por essa época e que ainda é uma parte da propriedade, sirua-se a oeste da actual casa. Este tem sido descrito como o maior da região (com 1,3 acres). Manteve-se activo como jardim de vegetais até à década de 1980, quando o edifício acolheu uma escola.
Em meados do século XIX foi acrescentada uma ala para a criadagem, estendendo-se a oeste da casa principal e providenciando cozinhas, gabinetes domésticos e alojamentos dos criados. Esta ala foi danificada pelo fogo na década de 1950 e demolida no início da década de 1970. A parte mais ocidental da ala ainda existe e, actualmente, é usada como garagem.

## Arquitectura de Ashton Gifford House

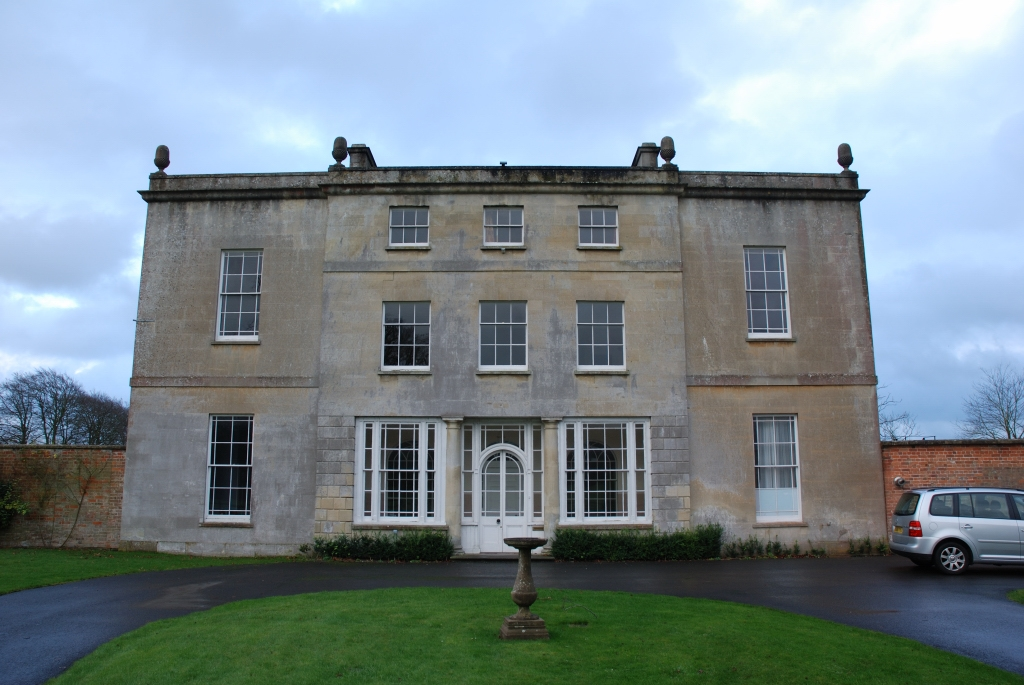
Fachada norte de Ashton Gifford House, mostrando o bloco central original de três andares e as duas alas, este e oeste, de silhar.

O English Heritage, na sua secção "Imagens da Inglaterra", descreve a propriedade como tendo uma fachada em silhar de pedra calcária com paredes laterais de tijolo. O edifício tem três pisos, com um bloco central de três janelas projectado para a frente e duas secções laterais de dois andares mas com a mesma altura. A entrada principal é um distyle em pórtico formado por duas colunas com capitel toscano ao centro, com portas meio envidraçadas inseridas, flanqueadas por caixilhos tripartidos, uma porta principal interior com seis painéis planos com "fanlight" (topo arredondado, com vidros) e marginados por caixilhos arqueados com barras vidradas entrelaçadas. O piso térreo do bloco central possui alvenaria rusticada. O primeiro andar tem três faixas com um total de nove painéis e o segundo andar apresenta uma platibanda e três faixas com seis painéis. As secções laterais, de dois andares, têm quatro faixas, com oito painéis, marginadas e uma platibanda. Ao nível do telhado, existe uma cornija moldada com pedra lisa e decorações de ananases do século XX.
Na parte de trás do edifício existem duas secções centrais salientes, cujas janelas têm faixas com 12 painéis no piso térreo, 9 no primeiro andar e 6 no segundo, enquanto as secções laterais têm faixas com 8 painéis marginados no rés-do-chão e primeiro andar. Entre os elementos interiores que são realçados pelo English Heritage inclui o hall de entrada, com uma escadaria de vão oval aberto (a qual conta com um corrimão e balaústres em ferro forjado. Também é notada a presença de portas da época, com desenho de seis painéis, em encaixes apainelados e arquitraves moldadas, assim como a presença de persianas igualmente de época. No piso térreo, a sala de estar tem uma margem de tecto enrolada de estuque e uma lareira, a qual é assinalada com uma menção especial.

## História

### Ashton Gifford durante o século XIX

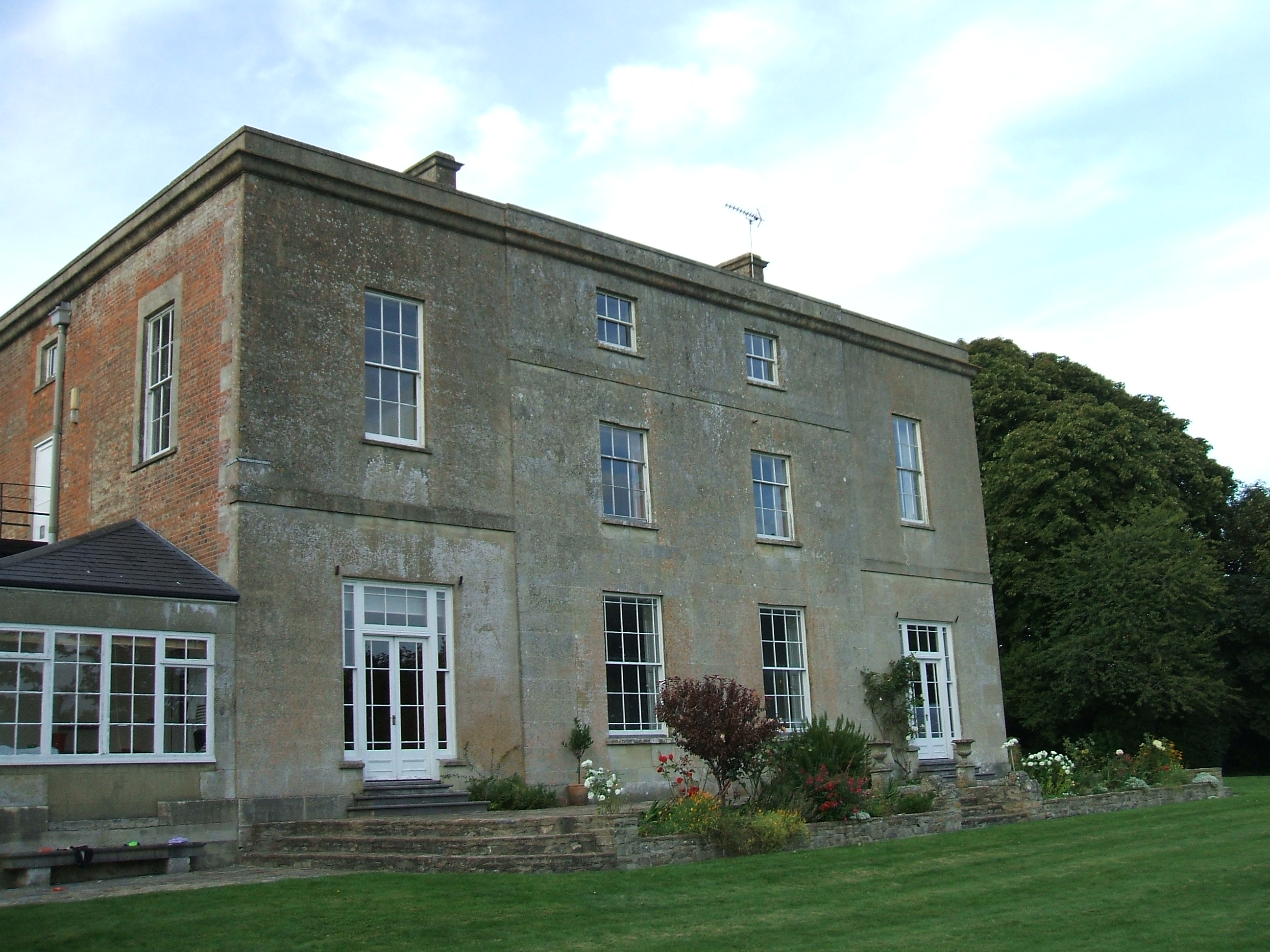
Fachada sul de Ashton Gifford House, mostrando a porção central, com três pisos, e as alas este e oeste, com dois.

William Hubbard, tendo completado Ashton Gifford House algures entre 1815 e 1824, ocupou o edifício em 1817 e permaneceu na residência até à sua morte, em 1831. Um tal de Henry Hubbard está registado como tendo obtido uma licença de jogo em Ashton Gifford, em 1817 e em 1825. William Hubbard casou três vezes: primeiro, com Margaret Wilkinson, em São Petersburgo, com quem teve três filhos: Henry, Jane e William; em segundo lugar, com Grace Powditch, em Londres, de quem teve outros três filhos: Grace, Susannah e Elizabeth; por fim, com Jane Turner Ingram, com quem viveu em Ashton Gifford (não houve filhos deste casamento). O irmão de William era John Hubbard, de Forest House, Leyton). Por volta de 1817, ainda se erguiam cerca de dez casas da velha aldeia, mas estas foram removidas pelas intempéries em 1839. O único edifício original da aldeia a ser retido foi uma cabana do século XVII, a qual se tornou na casa de abrigo (ou estação) ocidental, agora conhecida como Ashton Cottage
Depois do falecimento de Hubbard, em 1831, os curadores da sua herdade venderam a propriedade a James Raxworthy, em 1834. O edifício foi, então, vendido a Wadham Locke em 1836, o qual, aquando dos censos de 1841, vivia em Ashton Gifford House com a sua esposa, Caroline, e a sua filha, Charlotte. Nesta época, a propriedade acumulava a soma de 364 acres. Em 1844, Locke casou uma segunda vez (Caroline havia falecido em 1842). A sua nova esposa, Albinia, era filha do proprietário rural John Dalton (de Keningford Hall, Yorkshire, e do castelo da aldeia de Fillingham, Lincolnshire). Locke era, anteriormente, um oficial nos primeiros Dragoon Guards e,em 1847, passou a ser Alto Xerife de Wiltshire (High Sheriff of Wiltshire  - era, por vezes descrito como sendo de "Ashton Giffard", a designação alternativa do local). Wadham Locke era um caçador, tendo comprado um "afamado" conjunto de cães caçadores de raposas (foxhounds), conhecidos como os "Headington Harriers" por "duas temporadas", a um tal Sr. Jem Morrell, antes de vendê-los a Sir John Cam Hobhouse (mais tarde Lorde Broughton). Um relato da corrida de lebres na propriedade de Ashton Gifford é dado na "Sporting Review" de 1840. O pai de Locke, também Wadham Locke (de Rowde Ford House), tinha sido Alto Xerife, em 1804, e Membro do Parlamento por Devizes, em 1832. Wadham Locke I foi o sócio senior na companhia bancária de Locke, a Hughes and Co of Devizes. A irmã mais nova de Wadham Locke II (filha mais nova de Wadham Locke I) tornou-se Frances Isabella Duberly, a qual alcançou notoriedade pela sua presença com o exército na linha de frente da Guerra da Crimeia. Depois do falecimento da sua mãe, em 1838, havia vivido com o irmão em Ashton Gifford, até ao seu casamento, em 1845.
Em meados do século XIX, foram empreendidas algumas modificações significativas na propriedade. Os proprietários acrescentaram uma ala de serviço no lado oeste do edifício, correndo a partir da estrutura georgiana original em direcção ao jardim murado. Esta ala continha as cozinhas para a casa (duas), duas leitarias, copas e salas de arrumos, além dos alojamentos da criadagem. A linha de caminho de ferro entre Salisbury e Warminster, correndo a sul do edifício, foi construida a partir de 1854. Esta incluia a estação junto ao West Lodge (também conhecido como Thatched Lodge ou  Station Lodge), providenciando ligações rápidas para a propriedade de Ashton Gifford.
A família Ravenhill ocupou Ashton Gifford House (por vezes conhecida como Ashton House nesta época) entre 1850 e a década de 1870. John Ravenhill era um banqueiro, o presidente da North Wiltshire Banking Company. Enquanto magistrado de  Warminster, tinha lido a Riot Act em Hindon durante os motins de 1830 (isto aconteceu antes de tomar posse de Ashton Gifford). Serviu como primeiro presidente Presidente da Warminster Board of Guardians e foi comissionado como lugar-tenente na 10ª companhia, Wiltshire Volunteer Rifle Corps, em Maio de 1860. Também foi membro da Sociedade Arqueológica e Natural de Wiltshire. John Ravenhill foi Deputy Lieutenant de Wiltshire e, em 1870, Alto Xerife de Wiltshire. O seu filho mais velho, John Richard Ravenhill (1824-1894), era engenheiro na firma Miller, Ravenhill and Co (Richard Ravenhill, irmão de John Ravenhill de Ashton Gifford, foi um sócio fundador). O terceiro filho era o Reverendo Cónego Everett Ravenhill. O quinto filho, William Waldon Ravenhill, era advogado (chamado à barra em Abril de 1862) A família esteve activamente envolvida na Codford St Peter School, com John Ravenhill providenciando a maior parte do financiamento. John Ravenhill faleceu em 1878, tendo-se mudado da casa para Londres, aparentemente, algum tempo antes da sua morte.
Em 1881, a casa foi ocupada por George Clement, um treinador de corridas de cavalos, juntamente com a sua família. Clement tinha alcançado o êxito notável do "outono duplo" em 1876, quando o seu cavalo "Rosebery" venceu o Cambridgeshire Handicap e o Cesarewitch Handicap (a primeira de três únicas ocasiões em que isso aconteceu). No entanto, Clement parece ter sido um rendeiro de John Richard Ravenhill, o engenheiro e filho mais velho de John Ravenhill.
Em 1882, a casa foi vendida por John Richard Ravenhill a Thomas Harding, um lavrador, que ocupou o edifício até à sua morte, em 1916 O estabeleciemnto foi algo reduzido sob Harding. Enquanto os Ravenhill tinham governado a casa com seis criados internos (além do pessoal de jardinagem, estrebaria e lavoura), Harding tinha apenas três criados na casa.

### A venda de 1920
A "Propriedade de Ashton Gifford" foi posta à venda por leilão em 1920, por "ordem do Capitão H. N. Fane". Rawlence e Squarey foram os leiloeiros, tendo o leilão ocorrido no White Hart Hotel, Salisbury, no dia 1 de Junho. Fane tinha comprado a propriedade aquando da morte de Harding, em 1916. A casa foi descrita na época como tendo dezasseis quartos e quartos de vestir, além dos "gabinetes usuais" . A sala de jantar (actual cozinha) e sala de estar não tinham as portas francesas para o terraço sul que apresentam actualmente. A propriedade incluia uma casa de bailio, dois pavilhões e cabanas adicionais, e foi descrita como "uma atraente residência de cavalheiro".
A propriedade, de 240 000 m² (60 acres), incluia a "casa de lavoura", a qual foi descrita como "erva e prados, repousando num anel de vedação". A proximidade da estação de Codford (na linha da Great Western Railway), o posto e o gabinete de telégrafo são destacados no classificado para venda.
Pelos menos, a partir de 1926, a casa foi ocupada pela Sr.ª Broughton Hawley.

### A década de 1930 e Lorde Headley
Em 1929, a casa e as terras foram novamente leiloadas, desta vez pela Constable and Maude de Londres. Os agentes tentaram vender a propriedade antecipadamente, oferecendo a casa e terra por £4500 antes de ir para leilão "numa reserva baixa". A propriedade foi descrita como "uma Propriedade Residencial e de Desporto" e, na época,  compreendia 240.000 m² (60 acres) de terra de parque. Tinha um lago ornamental, bosque, parque e pastos, além duma variedade de edifícios de apoio. O lote a leilão incluia estábulos e garagens, (em duas antigas cocheiras, as quais foram anunciadas como podendo acomodar mais de seis carros). Também existiam dois pavilhões: um pavilhão na entrada principal, a nordeste da propriedade (na Codford High Street) e o "Station Lodge", com um telhado de palha no fim do acesso sudoeste (agora desactivado) da estação de Codford. A estação era, de facto, parte do hamlet de Ashton Gifford, algo para sul de Codford.
A propriedade foi anunciada como possuindo um largo número de edifícios rurais e uma casa de lavoura de bailio. A acomodação do bailio era substancial, com três salas de recepção além da cozinha.
A própria Ashton Gifford House foi descrita como tendo doze quartos e quartos de vestir - apesar de ter apenas uma casa de banho a servir a casa principal (no primeiro andar) com um "WC de Cavalheiros" no piso térreo. Existiam instalações (exteriores) separadas para os criados. No rés-do-chão do edifício, juntamente com o "WC para Cavalheiros", existia um hall de entrada, sala de jantar, biblioteca e duas salas de estar. Nesta época, o edifício tinha porta da frente externa posicionada na mais oriental das três secções do pórtico de entrada. A entrada foi, posteriormente, reposicionada na secção central, restaurtando a aparência simétrica da fachada do edifício. A porção georgiana da casa tinha, neste tempo, chaminés adicionais - duas na parede leste exterior e outras duas na parede ocidental exterior, servindo os andares superiores do edifício. Estas quatro chaminés fopram removidas mais tarde, mantendo-se, apenas, as quatro chaminés centrais. Nesta fase, a decoração de ananazes do telhado ainda estava para ser acrescentada e o próprio telhado estava todo elevado(actualmente, apenas a parte central do telhado está elevada, com as alas este e oeste possuindo telhados planos).
Em 1930 e 1931, H. T. Guest foi listado como residente em Ashton Gifford House A casa foi ocupada, pelo menos, desde 1931, e até à sua morte, pelo par irlandês Lorde Headley - Rowland Allanson-Winn, 5º Barão Headley. Lorde Headley é, por vezes, referido como o primeiro par muçulmano da Grã-Bretanha (uma classificação imprópria, pois era, na verdade, o segundo). Foi Presidente da Sociedade Muçulmana Britânica, tendo falecido em 1935. A viúva de Lorde Headley (a sua terceira esposa), Lady Catharine Headley, continuou a viver em Ashton Gifford House até 1940.

### Ashton Gifford House como escola
Em 1940, a Greenways Preparatory School foi evacuada de Bognor Regis, Sussex, para Ashton Gifford House, tendo o edifício sido transformado numa escola. O poeta Adrian Mitchell frequentou a escola (que era administrada por Vivien Hancock, uma amiga da sua mãe) durante a década de 1940. O filho do poeta Siegfried Sassoon, George Sassoon, também estudou na Greenways em meados da década de 1940. A escola estava a uma conveniente curta distância de Heytesbury, onde Sassoon vivia. Siegried Sassoon era um amigo chegado de Vivien Hancock (dando-lhe um cavalo de presente quando o dela morreu). Em 1945, a esposa de Sassoon, Hester, acusou Sassoon e Hancock de serem "demasiado chegados" e Vivien Hancock ameaçou-a de lhe mover uma acção legal. O próprio filho de Vivien, Anthony, foi morto em 1945, aos 21 anos de idade, na Frente Ocidental em França. Quando Vivien Hancock precisou de dinheiro para comprar a escola definitivamente, foi Sassoon que lhe emprestou as £8000 de que ela necessitava (e que, então, renunciou à baixa taxa de juro quando Vivien Hancock teve dificuldade em reunir a quantia). O político e autor Ferdinand Mount foi aluno na Greenways por um curto período, na década de 1950.
Por volta de 1942, o artista britânico Keith Vaughan foi estacionado com os Royal Pioneer Corps em Codford, tendo pintado "The Wall at Ashton Gifford" ("A parede em Ashton Gifford" - agora na posse da Galeria de Arte de Manchester). O jardim murado de Ashton Gifford foi pintado em "The Garden at Ashton Gifford" ("O Jardim em Ashton Gifford - 1944) e "Tree felling at Ashton Gifford" ("Abate de Árvore em Ashton Gifford - 1942-1943). Vaughan descreveu o jardim como um "oceano surgindo dum emaranhado de urtigas", com "erva alta", a parede coberta numa "selva de ervas daninhas e hera". "The Working Party" de Keith Vaughan, desenhado em 1942, também foi provisoriamente fixado em  Ashton Gifford 
No final da década de 1940, deu-se um incêndio em Ashton Gifford House, o qual destruiu parcialmente a ala de serviço da era vitoriana. Vivien Hancock responsabilizou por isso uma "falha eléctrica", apesar disso ter sido contestado. O edifício continuou a pertencer à Greenaways School até ao final da década de 1960, quando a escola fechou.
Em 1969, a permissão de planeamento foi concedida aos Harrods Estate Offices, com o objectivo de converter a casa em três apartementos separados, o que parece não ter sido executado. Em Agosto do mesmo ano, a propriedade foi adquirida pelo Sr. R. S. Ferrand, que renovou a casa como residência duma única família. O trabalho foi concluido em 1972. No final da década de 1970, a casa foi ocupada por S Cardale. No entanto, em 1982, a Ashton Gifford House tornou-se numa escola para rapazes com problemas comportamentais (comercializada como Ashton Gifford School no final da década de 1980). Esta acabou por fechar em 1989 e a posse foi transferida para uma instituição de caridade.

### Reversão para residência privada
Em 1992, Ashton Gifford House foi vendida, sendo concedida permissão de planeamento paar convertê-la de novo numa residência privada. A variante de Codford (a estrada A36) foi construida através do extremo norte da propriedade em meados da década de 1990, encurtando o acesso. (George Sassoon lutou sem sucesso contra um avanço semelhante na propriedade do seu pai em Heytesbury). Isto exigiu que uma parte da terra agrícloa e dos bosques fosse vendida ao Departamento de Transporte. O acesso leste a Ashton Gifford House emerge, agora, na Sherrington Lane, enquanto o acesso oeste continua a sua ligação original com a Ashton Gifford Lane (antes da quebra da propriedade, a Ashton Gifford Lane cobria o comprimento total do acesso ocidental, terminando na Thatched Lodge, ou Station Lodge, na Station Road). Em 1992, todos os edifícios de lavoura e pavilhões tinham sido vendidos como residências privadas, sendo a terra associada à casa reduzida para 42,000 m² (10,5 acres).